# Grace Darling
Grace Darling, född 24 november 1815, död 20 oktober 1842, var en legendarisk brittisk hjältinna.
En mörk, stormig natt den 7 september 1838 kolliderade det lilla ångfartyget Forfarshire mot klipporna på Farne Islands utanför Northumberlandkusten, nära Longstonefyren där hennes far var fyrvaktare. Grace Darling rodde en liten båt motsvarande 1,7 kilometer för att rädda de nödställda passagerarna – fyra män och en kvinna. 
Detta gjorde henne till en hjältinna och legend; hon hyllades av kungliga familjen och blev god vän med den brittiska aristokratin. Kända författare såsom William Wordsworth och Algernon Swinburne skrev om hennes bedrift.
Grace Darling avled 27 år gammal av lungsot.